# Artur Aldomà Puig
Artur Aldomà Puig (Reus, Tarragona, 11 de marzo de 1935-Reus, 16 de junio de 2023) fue un historietista, dibujante, pintor y escultor español. Comenzó su carrera dibujando historieta y durante los años 50 y 60 publicó su obra casi exclusivamente en el extranjero, colaborando con guionistas como Víctor Mora o Jean-Michel Charlier. A partir de 1975 abandonó definitivamente la creación de historieta y se centró exclusivamente en otras formas de creación artística, notablemente la escultura. En la actualidad sigue en activo realizando tanto encargos como producción personal.

## Inicios

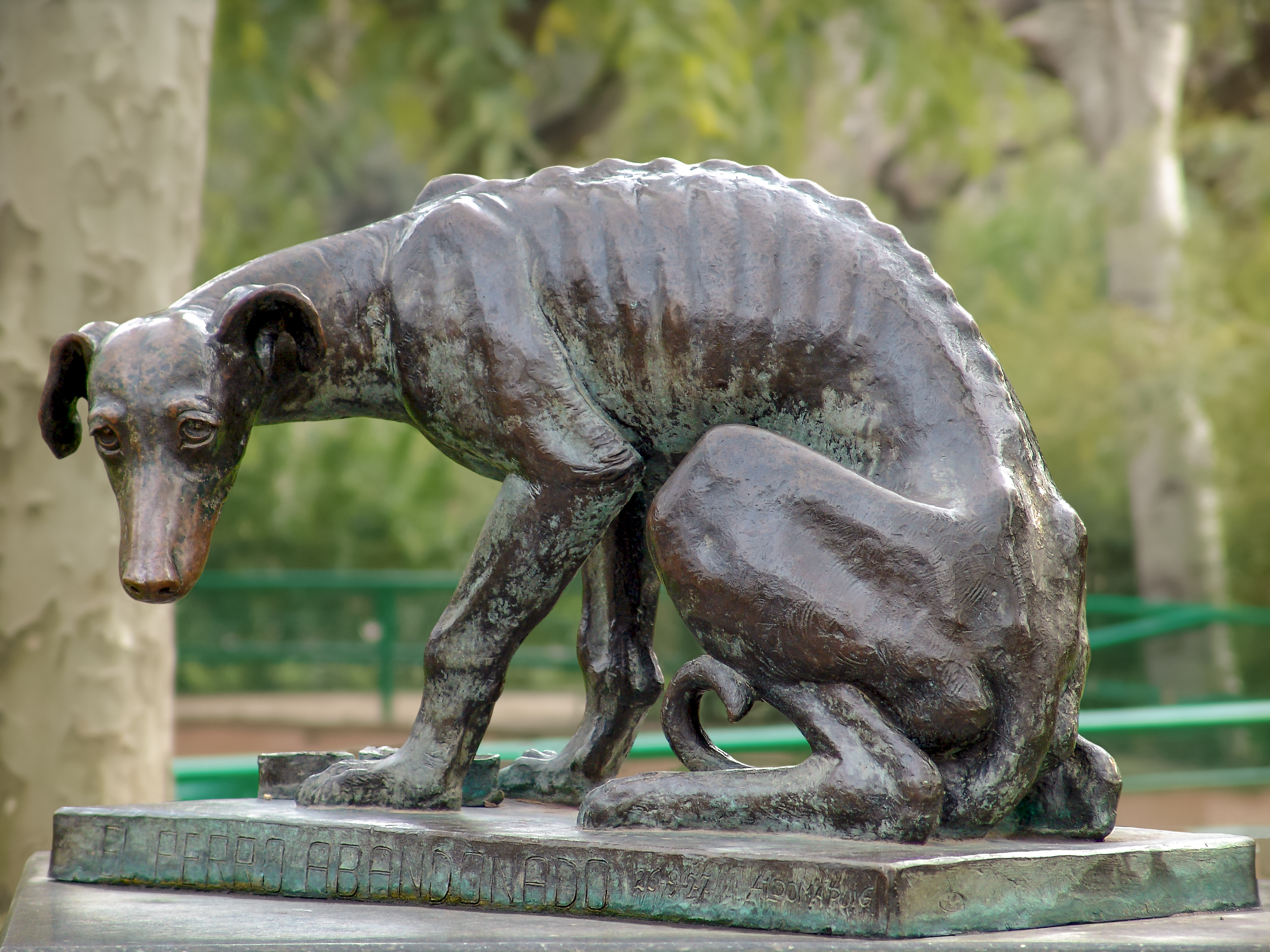
El perro abandonado (1977), Zoo de Barcelona.

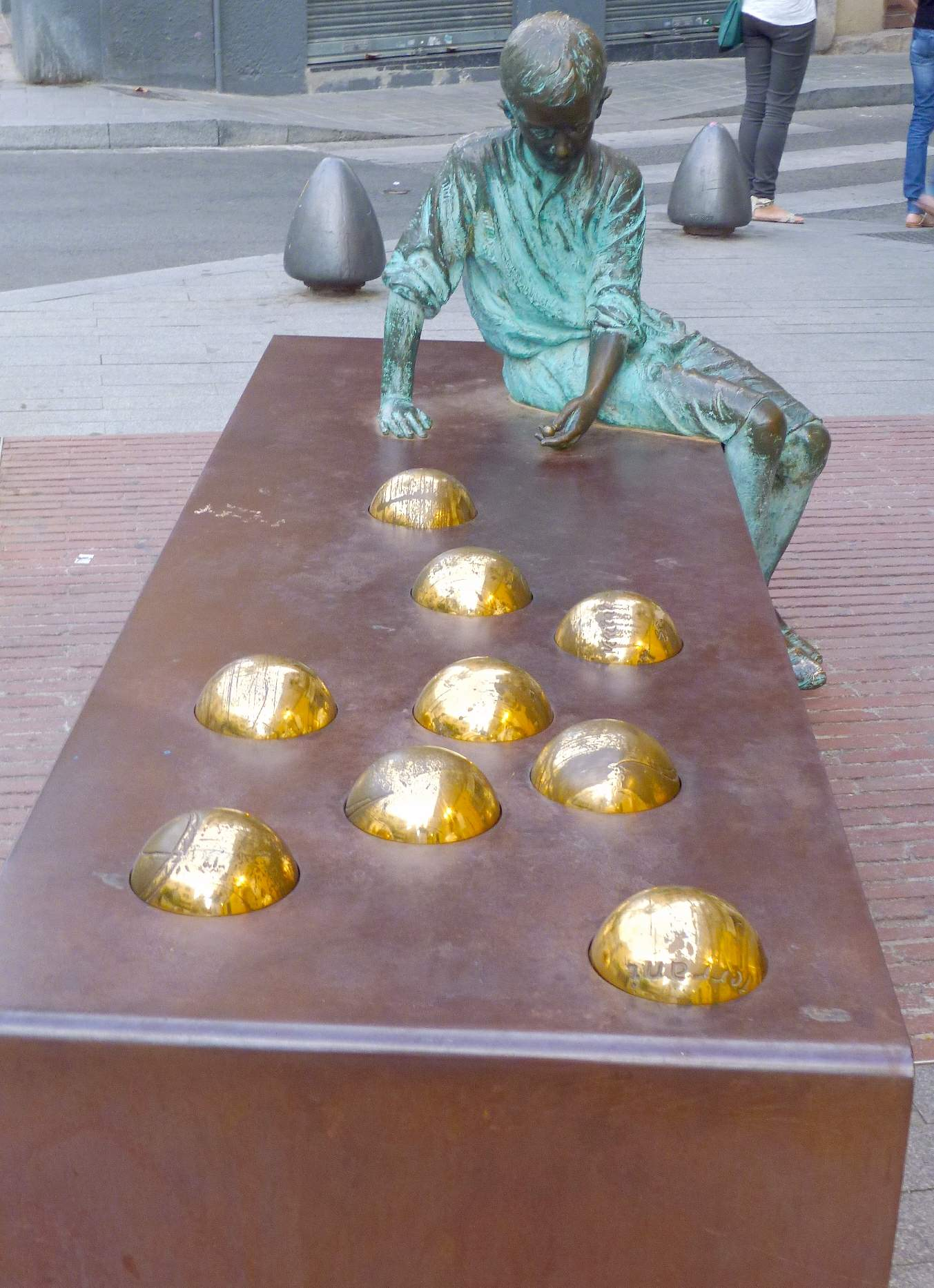
Gaudí adolescente (2002), Reus.

Pasó su juventud en Reus, donde fue campeón de atletismo. Aficionado a los tebeos desde muy joven e interesado diversas expresiones artísticas a partir de 1949 toma clases en diversas academias de Barcelona y Brujas.
Hacia 1953 comienza a dibujar cómics pero su proyección como historietista comienza cuando se une a la agencia Selecciones Ilustradas del editor barcelonés Josep Toutain. Esta agencia proporcionaba trabajo sindicado en el extranjero para sus dibujantes, sobre todo en Gran Bretaña y posteriormente en Estados Unidos. Precisamente el primer encargo de Aldomà es un western llamado Lonely Rock al que seguirían muchos otros durante casi dos décadas en diversas publicaciones tales como Commando, War Picture, Air Ace, etc.
En los años 70 trabajó mayoritariamente para las editoriales francesas Dupuis y Vaillant. En la revista Spirou publicó con guion de Jean-Michel Charlier la serie Brice Bolt y en 1973 en la misma revista publica Les Commandos de la Nature con guion de Víctor Mora. Posteriormente creó varias historias para la francesa Pilote y en Pif Gadget creó la serie Oujuro de nuevo con Mora. En España crea Artur Robinson para la editorial Pala.
A diferencia de otros artistas de Selecciones Ilustradas, Aldomà no publicó muchas historietas en Estados Unidos cuando a principio de los 70 la agencia comenzó a proporcionar artistas para la editorial Warren. De este período sólo dibujó un par de historias para la revista Eerie de dicha editorial en 1973 y aparentemente no se adaptó bien al estilo de terror; según Jon B. Cooke y David A. Roach en The Warren Companion, un libro sobre la historia de la editorial:

...durante los años 60 Aldomà Puig había sido uno de los mejores artistas de War Pictures Library de la Fleetway, pero sus historias en Eerie eran casi irreconocibles. Su estilo había mostrado una maestría en la composición en blanco y negro unida a una decidida destreza. Hacia el 73 sin embargo, se había decantado hacia una mal aconsejada dirección humorística sacrificando su realismo por una aproximación casi caricaturesca.

En 1975 deja definitivamente la historieta y se centra en la pintura y escultura.

## Pintura y escultura
En la actualidad es un artista reconocido sobre todo como escultor, habiendo realizado unas 300 esculturas. Ha realizado unas 60 exposiciones en varios países y numerosas esculturas suyas se hallan expuestas en espacios públicos, sobre todo en Cataluña.
Su estilo habitual es figurativo, de un naturalismo poético. En su página web afirma:

Actualmente, en el mundo del arte, existen buenos creadores originales, pero en general, domina la tendencia de buscar ante todo la excentricidad, el ser diferente, la investigación. Y no es que esto sea malo, si existe un criterio exigente.
Sin embargo , pensamos que ser “original“ no tendría que ser el fin de la creación artística. No tiene que ser el objetivo.
No hay que pretender ser diferente, ni tampoco copiar o seguir la moda. El creador ha de ser, sobre todo sincero consigo mismo y lo más libre posible, basándose en una búsqueda de la verdad y una interpretación personal de la belleza. Ya nos lo dijo Gaudí: “la originalidad viene del origen”.
Si un creador es original, si es un buen artista, si es un genio, o si es un mediocre, esto se verá más tarde, con el grado de emoción que despierte su obra.

## Esculturas en lugares públicos[6]
- Lluís Companys, bronce 3m, Mollet del Vallès
- A Pepita Giner, bronce, Reus
- Gran Dama, bronce, Reus
- L'Atleta, bronce, (C.N. Reus Ploms) Reus
- Mare Molas, terracota 2,40m, Reus
- Immaculada, terracota policromada 2,60m, Reus
- Ferre Revascall, bronce, Reus
- Ensomniada, bronce, Valls
- El Gos Abandonat, bronce, Barcelona
- San Miguel, piedra 5m, Castellón
- El Pare Manyanet, bronce, Barcelona y Reus
- Les Bugaderes, bronce. Reus
- David, piedra, Mallorca y Tosa de Mar
- David, bronce, Reus
- La Dansa de les Aigües, bronce, Salou
- Mig Dia, piedra, Mallorca
- Mig Dia, bronce, Andorra
- Retaule, terracota policromada, 5x4m, Reus
- La Deessa de l'Aigua, bronce, San Baudilio de Llobregat
- Sr. Gordiola, bronce, Mallorca
- I.P.Mata: placa conmemorativa del 1.er Centenario, bronce, Reus
- Oriol Martorell, 3m, bronce, St. Boi de Llobregat
- La Puntaire, bronce, St Boi de Llobregat
- Sres. Torm, bronce 1'80m, Montbrió de Tarragona
- Gaudí Infant, bronce, Reus
- Memòria i Incògnita, bronce, Reus
- Doctor Tosquelles, (Placa) Reus
- Eduardo Toda, (Placa) Reus